# Carex flavicans
Carex flavicans är en halvgräsart som först beskrevs av Fredrik Frederick Nylander, och fick sitt nu gällande namn av Fredrik Frederick Nylander. Carex flavicans ingår i släktet starrar, och familjen halvgräs. Inga underarter finns listade i Catalogue of Life.